# Piedras Albas
Piedras Albas ist ein westspanischer Ort und eine Gemeinde (municipio) mit 125 Einwohnern (Stand: 2024) in der Provinz Cáceres in der Autonomen Region Extremadura im Südwesten Spaniens.

## Lage
Piedras Albas liegt etwa 57 Kilometer (Fahrtstrecke) nordwestlich der Provinzhauptstadt Cáceres in einer Höhe von ca. 365 m. Das Klima ist gemäßigt bis warm; Regen (568 mm/Jahr) fällt hauptsächlich im Winterhalbjahr.

## Bevölkerungsentwicklung
| Jahr      | 1970 | 1981 | 1991 | 2001 | 2011 | 2021 |
| Einwohner | 836  | 350  | 268  | 183  | 176  | 136  |

Der deutliche Bevölkerungsrückgang seit den 1950er Jahren ist im Wesentlichen auf die Mechanisierung der Landwirtschaft sowie die Aufgabe bäuerlicher Kleinbetriebe („Höfesterben“) und den damit einhergehenden Verlust von Arbeitsplätzen zurückzuführen.

## Sehenswürdigkeiten

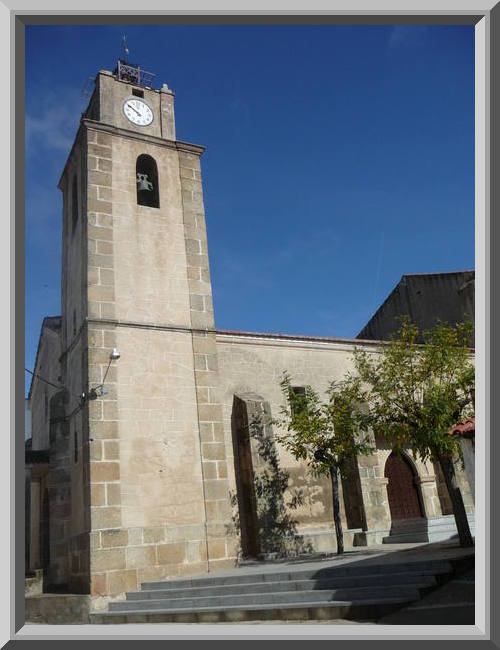
Marienkirche
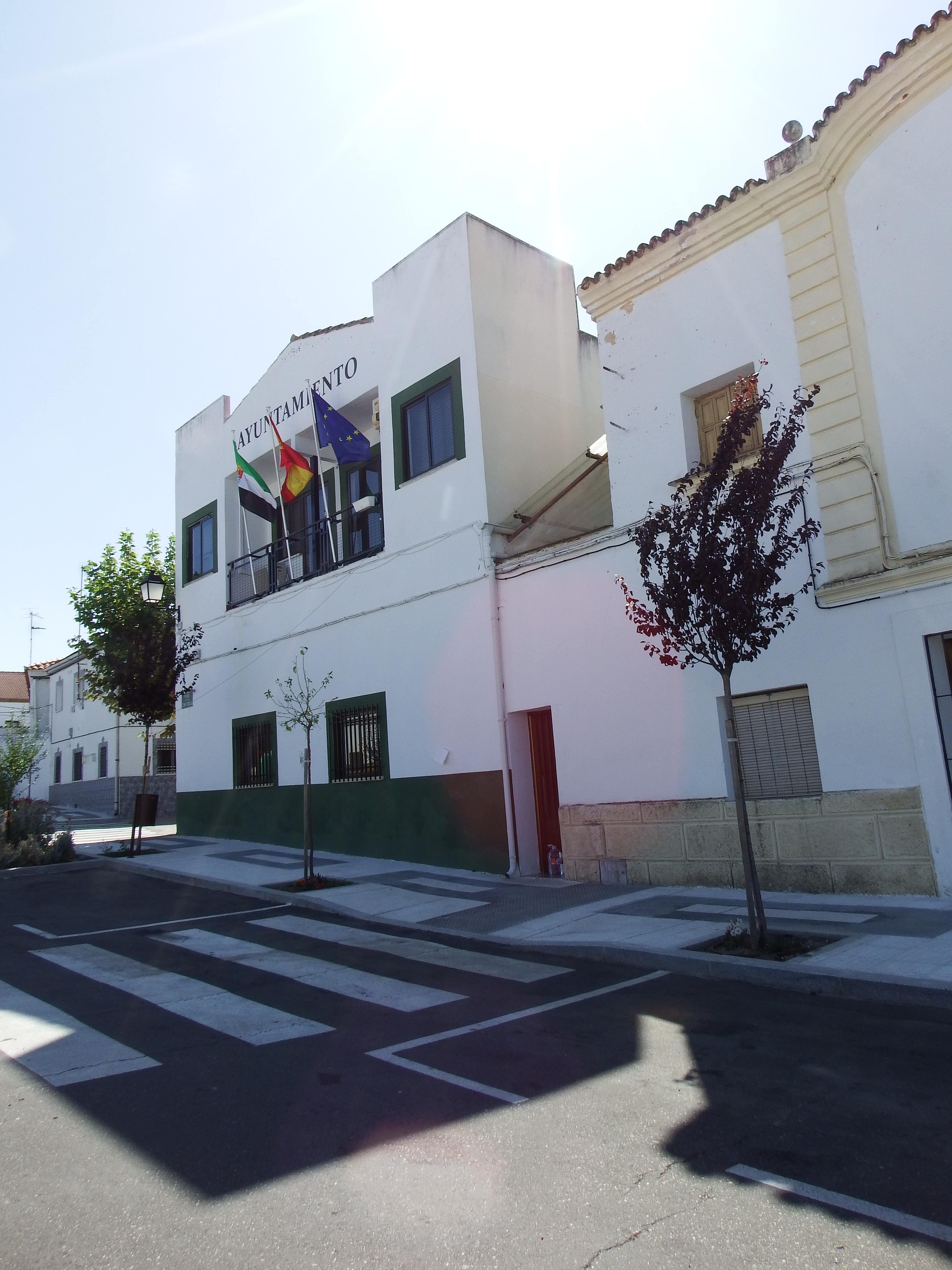
Rathaus

- Marienkirche
- Rathaus